# Koš (Slovaquie)
Pour les articles homonymes, voir Koš.
Koš (allemand : Andreasdorf, hongrois : Kós) est un village de Slovaquie situé dans la région de Trenčín.

## Histoire
La première mention écrite du village date de 1367.

## Démographie

### Évolution de la population
| Année:               | 1994. | 2004.    | 2014.    | 2024.    |
| -------------------- | ----- | -------- | -------- | -------- |
| Nombre de personnes: | 802   | 900      | 1150     | 1005     |
| Différence:          |       | +12,21 % | +27,77 % | -12,60 % |

| Année:               | 2023. | 2024.   |
| -------------------- | ----- | ------- |
| Nombre de personnes: | 1024  | 1005    |
| Différence:          |       | -1,85 % |